# 박지훈 (농구 선수)
박지훈(1989년 6월 19일 ~ )은 대한민국의 농구선수.이다 포지션은 포워드이며. 주특기는 3점슛이다.
2011-2012 프로농구 신인드래프트에서 1라운드 9순위로 원주 동부 프로미에 지명되었다.
박지훈은 포워드로써 3점슛에 강한면모를 가지고 있다.
2019년 5월 28일 김민구를 상대로 전주 KCC 이지스로 트레이드되어 이적하였고, 이듬해 11월 라건아와 이대성을 상대로 울산 현대모비스 피버스로 트레이드되어 이적하였다. 이는 그가 KCC로 트레이드를 한 지, 불과 6개월만이다.

## 출신 학교
- 서울삼광초등학교
- 신일중학교
- 대진고등학교
- 명지대학교